# Segunda División B de España 1986-87
La temporada 1986–87 de la Segunda División B de España de fútbol corresponde a la 10.ª edición del campeonato y se disputó entre el 30 de agosto de 1986 y el 14 de junio de 1987.
En esta temporada y de forma transitoria se redujo de dos grupos a uno solo, en el que jugaron 22 equipos. Ascendieron cuatro equipos a Segunda División y no hubo descensos de Segunda División y, de igual modo, esa temporada no hubo descensos a Tercera División, ya que para la siguiente campaña la Segunda División B se ampliaba a 80 equipos, repartidos en cuatro grupos de veinte.

## Sistema de competición
Participaron veintidós clubes de toda la geografía española. Encuadrados en un único grupo, se enfrentaron todos contra todos en dos ocasiones -una en campo propio y otra en campo contrario- durante un total de 42 jornadas. El orden de los encuentros se decidía por sorteo antes de empezar la competición. La Real Federación Española de Fútbol era la responsable de designar a los árbitros de cada encuentro.
El ganador de un partido obtenía dos puntos, el perdedor no sumaba puntos, y en caso de un empate había un punto para cada equipo. Al término del campeonato, el equipo que acumulaba más puntos se proclamaba campeón y ascendía, junto con subcampeón, tercer y cuarto clasificado a Segunda División.

## Nota
Hoy en día hay clubes que su nombre han derivado a idiomas como catalán-valenciano-balear, euskera o gallego; pero para reflejar la realidad de la época, los nombres de los equipos aparecen tal y como se inscribieron para competir en esta temporada.

## Equipos de la temporada 1986/87
| Datos de ascensos y descensos |
| --- |
| Albacete Balompié, Deportivo Aragón, Atlético Madrileño y CD Tenerife descienden de Segunda División A. UD Figueras y Xerez CD ascienden a Segunda División A. RSD Alcalá, Algeciras CF, FC Andorra, Arosa SC, FC Barcelona Aficionados, Betis Deportivo, CD Binéfar, CF Calvo Sotelo, SD Compostela, Deportivo Alavés, CD Endesa Andorra, CD Hospitalet, Club Gimnàstic de Tarragona, Real Jaén CF, CD Lalín, Levante UD, Linares CF, CF Lorca Deportiva, CD Manacor, Orihuela Deportiva CF, Palencia CF, AD Parla, UP Plasencia, Sporting Atlético, Talavera CF y Zamora CF descienden a Tercera División. UD Alzira, SD Eibar, CF Gandía, CD Lugo, Mallorca Atlético y Club Polideportivo Almería, y ascienden a Segunda División B. |

| - CD Lugo - CD Orense - Pontevedra CF - SD Eibar - San Sebastián CF - UE Lleida - CD Alcoyano - UD Alzira - CF Gandía - Atlético Madrileño - Real Burgos CF |  | - UD Salamanca - Córdoba CF - Granada CF - RB Linense - Polideportivo Almería - Mallorca Atlético - UD Poblense - CD Tenerife - Deportivo Aragón - Albacete Balompié - AD Ceuta |

## Clasificación
| Pos. | Equipo                | Pts. | PJ | G  | E  | P  | GF | GC | Dif. | Clasificación               |
| ---- | --------------------- | ---- | -- | -- | -- | -- | -- | -- | ---- | --------------------------- |
| 1    | C. D. Tenerife (C, A) | 59   | 42 | 21 | 17 | 4  | 70 | 33 | +37  | Ascenso a Segunda División  |
| 2    | U. E. Lleida (A)      | 57   | 42 | 23 | 11 | 8  | 71 | 32 | +39  | Ascenso a Segunda División  |
| 3    | Granada C. F. (A)     | 56   | 42 | 22 | 12 | 8  | 55 | 39 | +16  | Ascenso a Segunda División  |
| 4    | Real Burgos C. F. (A) | 54   | 42 | 19 | 16 | 7  | 45 | 20 | +25  | Ascenso a Segunda División  |
| 5    | U. D. Salamanca       | 53   | 42 | 17 | 19 | 6  | 60 | 34 | +26  |                             |
| 6    | Pontevedra C. F.      | 47   | 42 | 19 | 9  | 14 | 44 | 38 | +6   |                             |
| 7    | S. D. Eibar           | 47   | 42 | 18 | 11 | 13 | 55 | 33 | +22  |                             |
| 8    | R. B. Linense         | 44   | 42 | 19 | 6  | 17 | 43 | 36 | +7   |                             |
| 9    | Córdoba C. F.         | 42   | 42 | 15 | 12 | 15 | 53 | 59 | −6   |                             |
| 10   | U. D. Alzira          | 41   | 42 | 13 | 15 | 14 | 41 | 56 | −15  |                             |
| 11   | C. D. Lugo            | 40   | 42 | 14 | 12 | 16 | 44 | 51 | −7   |                             |
| 12   | C. D. Alcoyano        | 40   | 42 | 16 | 8  | 18 | 56 | 65 | −9   |                             |
| 13   | C. D. Orense          | 40   | 42 | 14 | 12 | 16 | 44 | 42 | +2   |                             |
| 14   | Atlético Madrileño    | 39   | 42 | 11 | 17 | 14 | 50 | 47 | +3   |                             |
| 15   | San Sebastián C. F.   | 38   | 42 | 12 | 14 | 16 | 60 | 63 | −3   |                             |
| 16   | C. F. Gandía          | 38   | 42 | 12 | 14 | 16 | 49 | 51 | −2   |                             |
| 17   | Albacete Balompié     | 37   | 42 | 13 | 11 | 18 | 41 | 45 | −4   |                             |
| 18   | Deportivo Aragón      | 36   | 42 | 14 | 8  | 20 | 35 | 50 | −15  |                             |
| 19   | A. D. Ceuta           | 34   | 42 | 11 | 12 | 19 | 42 | 60 | −18  |                             |
| 20   | Polideportivo Almería | 31   | 42 | 9  | 13 | 20 | 38 | 60 | −22  |                             |
| 21   | Mallorca Atlético (D) | 26   | 42 | 7  | 12 | 23 | 35 | 70 | −35  | Descenso a Tercera División |
| 22   | U. D. Poblense        | 25   | 42 | 8  | 9  | 25 | 37 | 84 | −47  |                             |

 Fuente: BDFutbol
Criterios de clasificación: Puntos · Enfrentamientos directos · Diferencia de goles · Goles a favor · Play-off
Notas:
1. ↑  El Mallorca Atlético renunció a su plaza para la siguiente temporada.

## Resultados
| Local \ Visitante     | ALB | ALC | ALZ | ARA | ATM | CEU | COR | EIB | GAN | GRA | LNS | LLE | LUG | MLL | ORE | RBU | PAL | POB | PON | SAL | SAS | TEN |
| --------------------- | --- | --- | --- | --- | --- | --- | --- | --- | --- | --- | --- | --- | --- | --- | --- | --- | --- | --- | --- | --- | --- | --- |
| Albacete Balompié     | —   | 3–1 | 1–1 | 1–2 | 1–0 | 1–1 | 1–0 | 1–0 | 0–1 | 2–2 | 1–0 | 2–2 | 2–1 | 1–1 | 1–0 | 0–1 | 1–0 | 3–1 | 1–0 | 0–0 | 4–0 | 0–1 |
| C. D. Alcoyano        | 2–1 | —   | 2–3 | 2–0 | 2–1 | 5–0 | 4–2 | 0–0 | 1–1 | 2–3 | 1–0 | 2–1 | 0–1 | 2–1 | 2–1 | 0–1 | 2–2 | 2–1 | 0–0 | 2–3 | 2–0 | 0–0 |
| U. D. Alzira          | 1–0 | 3–1 | —   | 0–0 | 1–1 | 1–0 | 1–2 | 1–2 | 1–0 | 2–3 | 1–0 | 0–0 | 1–1 | 2–0 | 1–0 | 0–0 | 0–1 | 1–1 | 0–0 | 0–1 | 0–1 | 2–2 |
| Deportivo Aragón      | 1–1 | 0–1 | 0–1 | —   | 0–0 | 0–1 | 0–1 | 2–0 | 2–0 | 0–2 | 1–2 | 1–3 | 2–0 | 3–2 | 1–0 | 0–1 | 2–0 | 1–0 | 2–1 | 1–1 | 0–2 | 2–2 |
| Atlético Madrileño    | 0–0 | 4–0 | 1–1 | 1–1 | —   | 2–2 | 3–0 | 1–4 | 1–0 | 5–2 | 3–1 | 3–2 | 1–1 | 3–0 | 0–0 | 1–0 | 0–0 | 3–1 | 0–1 | 0–0 | 2–2 | 0–0 |
| A. D. Ceuta           | 2–1 | 2–3 | 0–1 | 2–0 | 0–0 | —   | 1–1 | 2–1 | 4–1 | 0–1 | 1–0 | 0–0 | 3–0 | 1–1 | 1–0 | 3–0 | 0–1 | 2–2 | 4–1 | 1–2 | 0–3 | 1–1 |
| Córdoba C. F.         | 3–2 | 2–0 | 2–2 | 1–2 | 1–1 | 1–0 | —   | 1–0 | 1–1 | 1–1 | 0–1 | 3–2 | 3–2 | 3–1 | 2–1 | 1–1 | 4–4 | 1–1 | 4–2 | 0–2 | 2–1 | 3–1 |
| S. D. Eibar           | 3–0 | 1–0 | 5–1 | 4–0 | 2–0 | 2–0 | 2–0 | —   | 1–0 | 2–0 | 2–0 | 0–1 | 3–0 | 2–0 | 0–1 | 0–1 | 0–0 | 4–0 | 1–1 | 1–2 | 3–3 | 1–1 |
| C. F. Gandía          | 0–1 | 1–1 | 2–0 | 3–1 | 1–0 | 0–0 | 3–2 | 0–0 | —   | 3–0 | 2–2 | 1–0 | 0–1 | 1–1 | 2–2 | 1–1 | 1–0 | 2–1 | 0–1 | 0–0 | 1–1 | 1–1 |
| Granada C. F.         | 2–0 | 3–1 | 0–1 | 3–1 | 1–0 | 0–0 | 1–0 | 2–0 | 0–0 | —   | 1–0 | 1–0 | 2–0 | 3–2 | 2–1 | 1–1 | 2–0 | 1–1 | 1–0 | 0–0 | 1–1 | 1–0 |
| R. B. Linense         | 2–1 | 1–0 | 2–0 | 0–1 | 1–0 | 2–0 | 0–0 | 1–0 | 2–1 | 0–0 | —   | 0–1 | 1–0 | 2–1 | 3–1 | 0–0 | 3–1 | 3–1 | 1–0 | 3–1 | 1–0 | 0–1 |
| U. E. Lleida          | 2–0 | 4–1 | 3–3 | 2–1 | 1–2 | 4–1 | 5–0 | 4–1 | 1–1 | 2–0 | 1–0 | —   | 2–1 | 3–0 | 0–0 | 2–1 | 2–0 | 3–0 | 1–0 | 0–0 | 2–1 | 2–1 |
| C. D. Lugo            | 2–1 | 1–0 | 3–1 | 1–2 | 2–2 | 2–2 | 0–0 | 1–2 | 3–2 | 0–0 | 2–1 | 0–0 | —   | 0–0 | 2–1 | 2–1 | 2–1 | 4–2 | 0–0 | 1–0 | 2–2 | 0–1 |
| Mallorca Atlético     | 0–0 | 3–0 | 1–2 | 1–0 | 0–2 | 1–0 | 0–0 | 0–1 | 2–1 | 2–3 | 1–2 | 0–5 | 0–0 | —   | 1–1 | 0–1 | 1–0 | 1–2 | 1–3 | 1–2 | 1–0 | 1–1 |
| C. D. Orense          | 1–1 | 1–2 | 2–0 | 1–0 | 3–1 | 2–1 | 1–0 | 0–2 | 3–0 | 1–1 | 0–3 | 1–0 | 0–1 | 0–0 | —   | 0–1 | 3–1 | 4–0 | 1–0 | 2–1 | 1–0 | 1–1 |
| Real Burgos C. F.     | 1–0 | 3–0 | 0–0 | 0–0 | 1–1 | 7–0 | 0–0 | 0–0 | 2–0 | 0–1 | 2–0 | 2–1 | 2–0 | 3–0 | 0–0 | —   | 1–0 | 2–0 | 1–0 | 0–0 | 0–1 | 1–1 |
| Polideportivo Almería | 1–1 | 3–3 | 1–1 | 1–0 | 2–1 | 0–2 | 0–3 | 0–0 | 2–4 | 1–0 | 1–0 | 0–2 | 1–0 | 1–1 | 1–1 | 1–0 | —   | 0–2 | 1–1 | 0–0 | 2–1 | 1–1 |
| U. D. Poblense        | 0–2 | 3–2 | 1–0 | 0–1 | 1–0 | 1–0 | 0–2 | 0–0 | 2–6 | 1–3 | 0–0 | 1–2 | 1–1 | 2–4 | 0–2 | 0–2 | 2–1 | —   | 0–1 | 0–2 | 2–1 | 2–2 |
| Pontevedra C. F.      | 2–1 | 1–2 | 1–3 | 0–0 | 1–0 | 1–0 | 2–0 | 2–0 | 0–2 | 3–1 | 1–0 | 1–1 | 1–0 | 1–0 | 1–0 | 1–1 | 2–1 | 3–0 | —   | 2–0 | 2–1 | 3–1 |
| U. D. Salamanca       | 2–1 | 1–1 | 8–1 | 3–0 | 2–2 | 1–1 | 3–0 | 1–1 | 2–1 | 0–2 | 1–1 | 0–0 | 2–0 | 1–1 | 0–0 | 1–2 | 3–2 | 4–0 | 3–1 | —   | 3–1 | 0–0 |
| San Sebastián C. F.   | 1–0 | 1–2 | 0–0 | 0–1 | 3–1 | 4–1 | 3–1 | 2–2 | 3–2 | 1–1 | 3–2 | 0–2 | 1–3 | 5–0 | 3–3 | 0–0 | 3–2 | 2–2 | 0–0 | 1–1 | —   | 1–1 |
| C. D. Tenerife        | 2–0 | 2–0 | 5–0 | 3–1 | 3–1 | 3–0 | 1–0 | 1–0 | 2–0 | 2–1 | 1–0 | 0–0 | 2–1 | 5–1 | 3–1 | 1–1 | 2–1 | 4–0 | 2–0 | 1–1 | 5–1 | —   |

## Resumen
Campeón de Segunda División B:
- Club Deportivo Tenerife

Ascienden a Segunda división:
- Club Deportivo Tenerife
- Unió Esportiva Lleida
- Granada Club de Fútbol
- Real Burgos Club de Fútbol

Desciende a Tercera división: 
- Mallorca Atlético

## Copa del Rey
Todos los equipos se clasifican de forma automática para la siguiente edición de la Copa del Rey.
| Predecesor: 1985/86 | Segunda División B de España 1986/1987 | Sucesor: 1987/88 |

- Datos: Q3954453